# Stigliano (Sovicille)
Stigliano (già Stilliano) è una località del comune di Sovicille, nella provincia di Siena.
La località è composta da tre nuclei principali: Poggiarello, Palazzo e Poggio.

## Storia
Importante centro di epoca medievale, Stigliano nacque attorno ad un castello dei conti Ardengheschi – come ricordato nella bolle di papa Celestino III del 17 aprile 1194. 
Stigliano, pur trovandosi sul confine della contea feudale Ardenghesca è stato interessato, come tutta la val di Merse e le Colline Metallifere, da una tumultuosa attività metallurgica a partire già dall'alto medioevo, condizione che ha implicato un indebolimento dei vincoli feudali. Opportunità prontamente colta in senso espansionistico dal Comune di Siena, a danno in quest'area della diocesi volterrana. Da Stigliano, porta della val di Merse, passava infatti un importante snodo stradale, da tempi remoti diretto per la transumanza delle greggi verso la Maremma, e entro le Colline Metallifere, primariamente al sito dove i mercanti dell'arte della lana di Siena portavano le loro stoffe a follare, nelle gualchiere lungo il fiume Merse. Si trattava quindi di un'area per i mercanti di Siena di primario interesse strategico, su cui hanno da subito mirato ad estendere il controllo. Ad un diffuso incoraggiamento delle piccole comunità locali ad affrancarsi, il Comune di Siena accompagnò un atto decisivo, che fece pendere la bilancia a suo favore: l'istituzione nel vicino paese di Torri di un'importante monastero, intitolato a Santa Mustiola, una spina nel fianco della diocesi volterrana. Infine Siena, in rapida successione al volgere del 1200, fece trasferire al monastero di Torri dagli Ardengheschi i diritti giurisdizionali sulla loro contea, precedentemente ceduti all'abbadia di San Lorenzo al Lanzo, vicino Civitella, e poco dopo impose loro una vera e propria resa, annettendo di fatto la contea, dove tutte le piccole comunità, più o meno minacciate, dove si era già affermata la civiltà comunale, vennero emancipate. 
Attorno all'area del castello feudale si deve essere sviluppata la frazione ora detta "Poggio", uno degli insediamenti perciò più antichi. Sul versante orientale fu edificato, in epoca posteriore al 1320(non apparendo negli Estimi) un fortilizio, composto da una torre in pietra con piombatoi, chiamato Palazzo Orcenni che, seppur storpiato, tuttora richiama il nome del proprietario, il ricco notaio Ser Cenni, che il 4 novembre del 1399, alla sua morte, donò tutti i suoi beni all'ospedale di Santa Maria della Scala di Siena, che li incamerò nei possedimenti di una piccola grancia istituita in loco.
A questa fase iniziale dell'espansionismo senese seguirà una fase matura, in cui al monastero di Torri venne sostituito quello di San Galgano, i cui monaci nell'area della val di Merse guidarono il processo di sostituzione dei tanti piccoli magli idraulici, concentrandoli in poche ma più efficienti ferriere. Analogamente crearono, utilizzando le acque della Merse, il sistema di mulini ancora visibile. Si impegnarono anche in vasti miglioramenti fondiari, come la bonifica del Padule di Stigliano. Una Grancia fu perciò realizzata anche dai monaci di San Galgano nel territorio di Torri, adiacente a Stigliano. A questa fase corrisponde la diffusione di grandi fornaci per realizzare mattoni per il fabbisogno di Siena.
Agli anni frenetici dello sviluppo economico che accompagnarono il fiorire della civiltà comunale seguirono tempi bui, afflitti da una crisi economica profonda e progressiva(culminata nella peste nera del 1348) che minò il delicato sistema di relazioni mercantili alla base delle città-stato della toscana, iniziando un processo degenerativo che condusse alle signorie. Anche i rapporti tra comuni, oltreché quelli tra classi sociali, divennero più conflittuali, e le traversie continue. Nel giro di poche generazioni la classe mercantile senese spostò le proprie ricchezze dalle attività finanziarie al possesso fondiario, giudicato meno rischioso, dando corso ad una feudalizzazione di ritorno: la popolazione toscana, in specie del contado, accettò di sottoporsi, per sopravvivere, al rapporto di mezzadria. A Stigliano, che pure era un comunello, furono costituite estese proprietà fondiarie, proprio dalle potenti famiglie novesche, teoricamente antimagnatizie ed avverse al feudalesimo: i Pecci, mercanti banchieri, i terzi più ricchi contribuenti senesi, si insediarono nel nucleo di Poggiarello, già connotato come abitato signorile. 
Anche nella frazione detta "Palazzo" c'è un agglomerato medievale fortificato in posizione sommitale, da cui svetta un'alta torre scarpata in pietra, pertinente alla potente famiglia senese dei Borghesi, appunto chiamato Stigliano Borghesi in un documento della Repubblica del 1476. Sulle pendici del Palazzo, si estendono le case del Borgo rozzi, o Borgolozzi, dove viveva la gente comune.
I Borghesi, grandi mercanti nel settore siderurgico, cosiddetti ferraioli, si arricchirono in età comunale nel territorio della val di Merse e, in contemporanea al loro inurbamento a Siena(dove presero lo stemma araldico dei Benincasa, la famiglia estinta da cui proveniva Santa Caterina) costituirono una grande fattoria a Stigliano, che dal trecento è perdurata sino al 1739, quando è stata integrata nella fattoria De' Vecchi di Montestigliano. Questi assetti proprietari, che in pratica annullavano la piccola proprietà, originaria del periodo medievale, sono quelli sostanzialmente giunti sino a noi. Tra gli altri possessi signorili spiccava quello dei Venturi, poi Venturi Gallerani, anch'essi imprenditori siderurgici; in Piaggia rimane il loro palazzo rinascimentale, ora trasformato in podere, ma dotato di una loggia peruzziana. Infine, dal 1489, il cospicuo nucleo di beni che costituiva la Grancia del Santa Maria della Scala di Stigliano, esistente sin dal tardo XIV secolo, fu acquistato da un'altra famiglia novesca, i Placidi, che impiantarono una tenuta, detta della "Poderina".
Il paese di Stigliano fu devastato più volte, spesso su istigazione fiorentina: dapprima nel 1313 dall'esercito dell'imperatore Arrigo VII, nel 1332 dalle milizie pisane comandate dal condottiero fiorentino Ciupo Scolari; nel 1387 dalla compagnia di ventura britannica del capitano John Beltoft (Gio' Belcotto); e nel 1391 dalla compagnia di ventura di Luigi da Capua. Infine, durante la guerra di Siena, un distaccamento imperiale, provvisto di artiglieria, lo prese nel giorno 11 settembre 1554.
Stigliano nel 1833 contava 380 abitanti.

## Monumenti e luoghi d'interesse
- Chiesa dei Santi Fabiano e Sebastiano
- Castello del Poggiarello di Stigliano
- Castello La Poderina
- I Viali (Viale nel bosco limitato da Cipressi che collega Stigliano a MonteStiano)